# Sainte-Hélène, Lozère
Sainte-Hélène là một xã ở tỉnh Lozère trong vùng Occitanie, phía nam nước Pháp. Khu vực này có độ cao trung bình 900 mét trên mực nước biển.